# Ramen (gerecht)

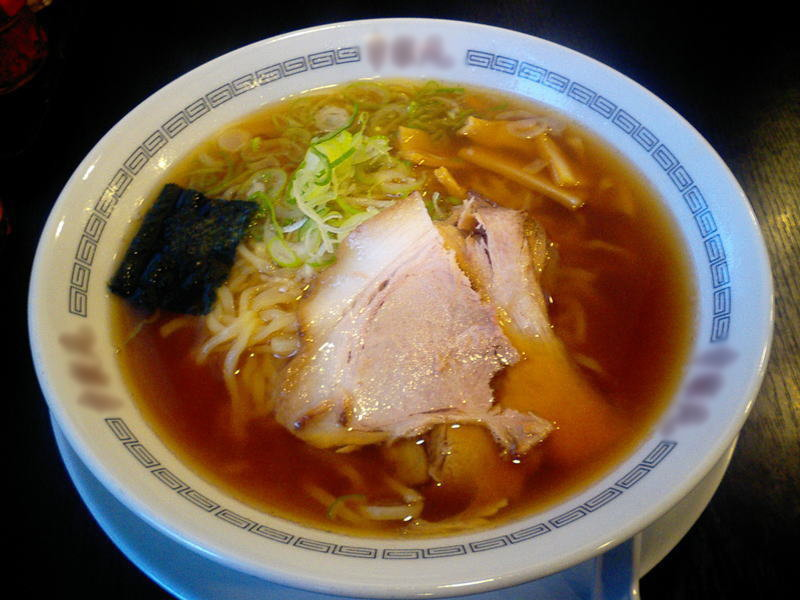
Shōyu (sojagebaseerde bouillon) ramen

Ramen (Japans: 拉麺, ラーメン) is een gerecht uit de Japanse keuken. Het bestaat uit Chinese noedels geserveerd in een vlees- of visbouillon, veelal op smaak gebracht met sojasaus, miso, of toppings zoals plakken varkensvlees (叉焼, chāshū), gedroogd zeewier (海苔, nori), menma (麺麻, gefermenteerde bamboescheuten) en bosui (葱, negi). Bijna elke regio in Japan heeft zijn eigen variant van ramen, zoals de tonkotsu (varkensbottenbouillon) van Kyushu en de miso-ramen van Hokkaido.

## Geschiedenis

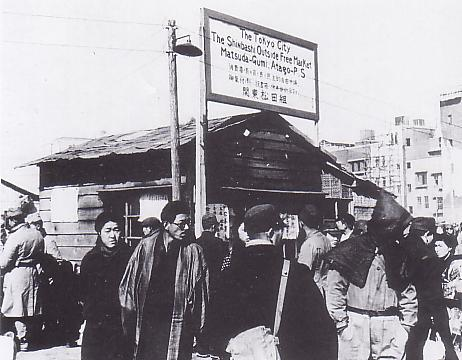
Een zwarte markt in 1946 in Shinbashi, Minato

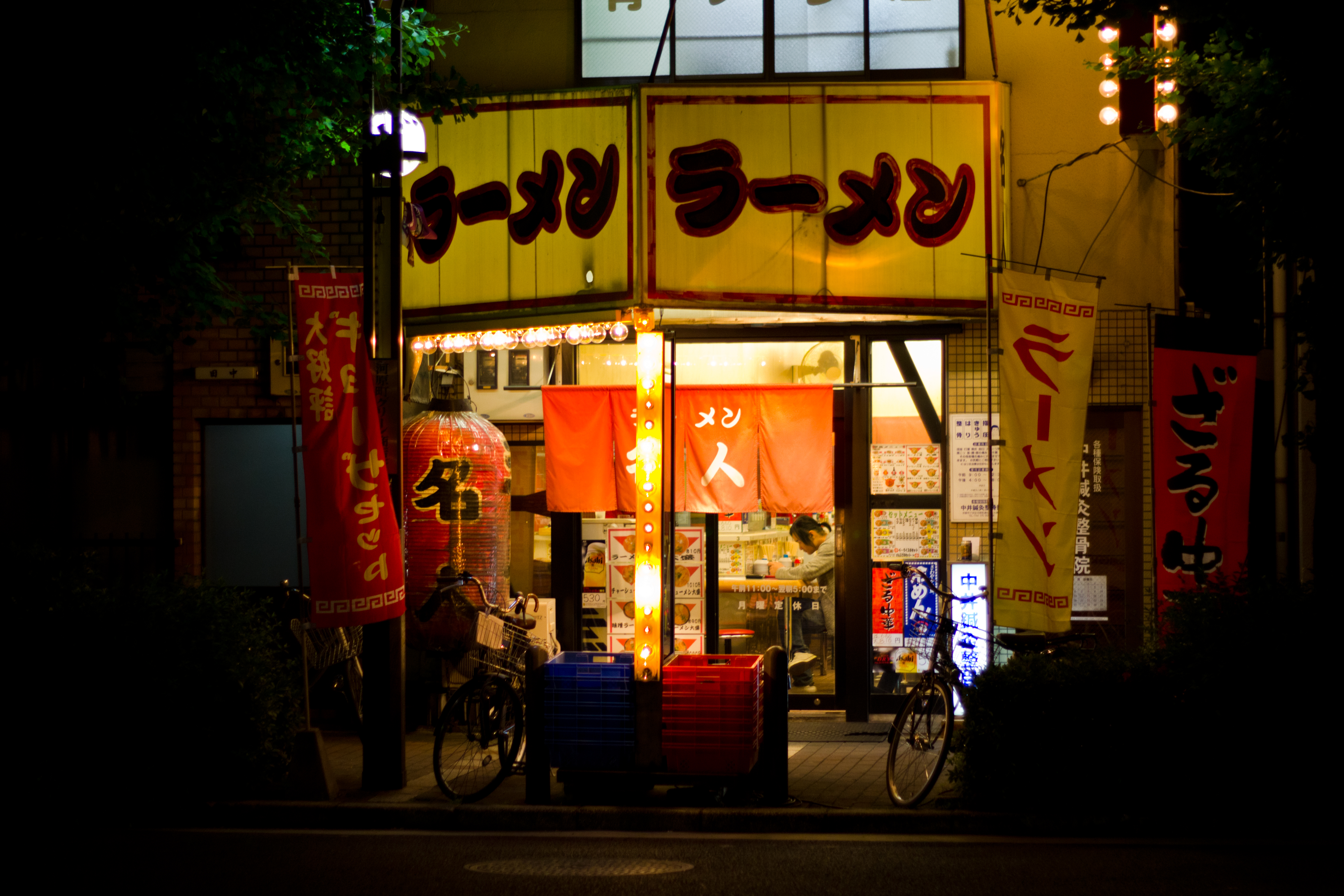
Ramenrestaurant in Kioto-Centrum

Ramen is een Japanse aanpassing van Chinese tarwenoedels. Het gerecht werd door Chinese immigranten geïntroduceerd in Japan aan eind van de 19e eeuw of het begin van de 20e eeuw. Tot in de jaren 1950 werd ramen in Japan shina soba (支那そば, letterlijk Chinese soba) genoemd, maar tegenwoordig zijn de benamingen chūka soba (中華そば, wat ook Chinese soba betekent) of ramen (ラーメン) gebruikelijker omdat het woord 支 (shina, een oude aanduiding voor China) een negatieve bijklank heeft gekregen.
Nadat Japan in de Tweede Wereldoorlog verslagen was, bezette het Amerikaanse leger Japan van 1945 tot 1952. In december 1945 werd Japan getroffen door de slechtste rijstoogst in 42 jaar, wat leidde tot voedseltekorten. Om een hongersnood te vermijden, brachten de Verenigde Staten veel goedkoop tarwemeel op de Japanse markt. De broodconsumptie in Japan steeg hierdoor van 262.121 ton in 1948 tot 611.784 ton in 1951, maar het meel werd tevens verwerkt in ramen. Veel Japanners aten ramen op zwarte markten omdat het voedseldistributieprogramma van de overheid ontoereikend was. Hoewel de Amerikanen het Japanse verbod op straatverkoop uit de Tweede Wereldoorlog behielden, werd er heimelijk meel gedistribueerd van commerciële productielocaties naar de zwarte markten. In dezelfde periode keerden miljoenen Japanse militairen terug uit China en continentaal Oost-Azië na afloop van de Tweede Chinees-Japanse Oorlog. Een deel van de manschappen was bekend met de tarwenoedels. Omstreeks 1950 werden de beperkingen op de verkoop van street food versoepeld, wat leidde tot een toename van ramenverkopers. Bovendien werd door de Amerikanen de voedingswaarde van ramen krachtig benadrukt. De combinatie van deze factoren zorgde voor meer bekendheid van noedels in de Japanse eetcultuur die voorheen sterk gericht was op rijst. Gaandeweg werd ramen geassocieerd met het stedelijke leven.
In 1958 werden instantnoedels uitgevonden door Momofuku Ando, de Taiwanees-Japanse oprichter en voorzitter van Nissin Food Products. Deze uitvinding stelde eenieder in staat ramen te bereiden door slechts gekookt water toe te voegen. Sinds 1971 worden instantnoedels geëxporteerd vanuit Japan, aanvankelijk onder de naam Oodles of Noodles. In 1972 werd de naam gewijzigd naar Nissin Cup Noodles.
Heden ten dage is ramen een van Japans populairste gerechten. Tokio telt ongeveer 5.000 ramenrestaurants en in geheel Japan bedraagt dit aantal ruim 24.000.

## Soorten

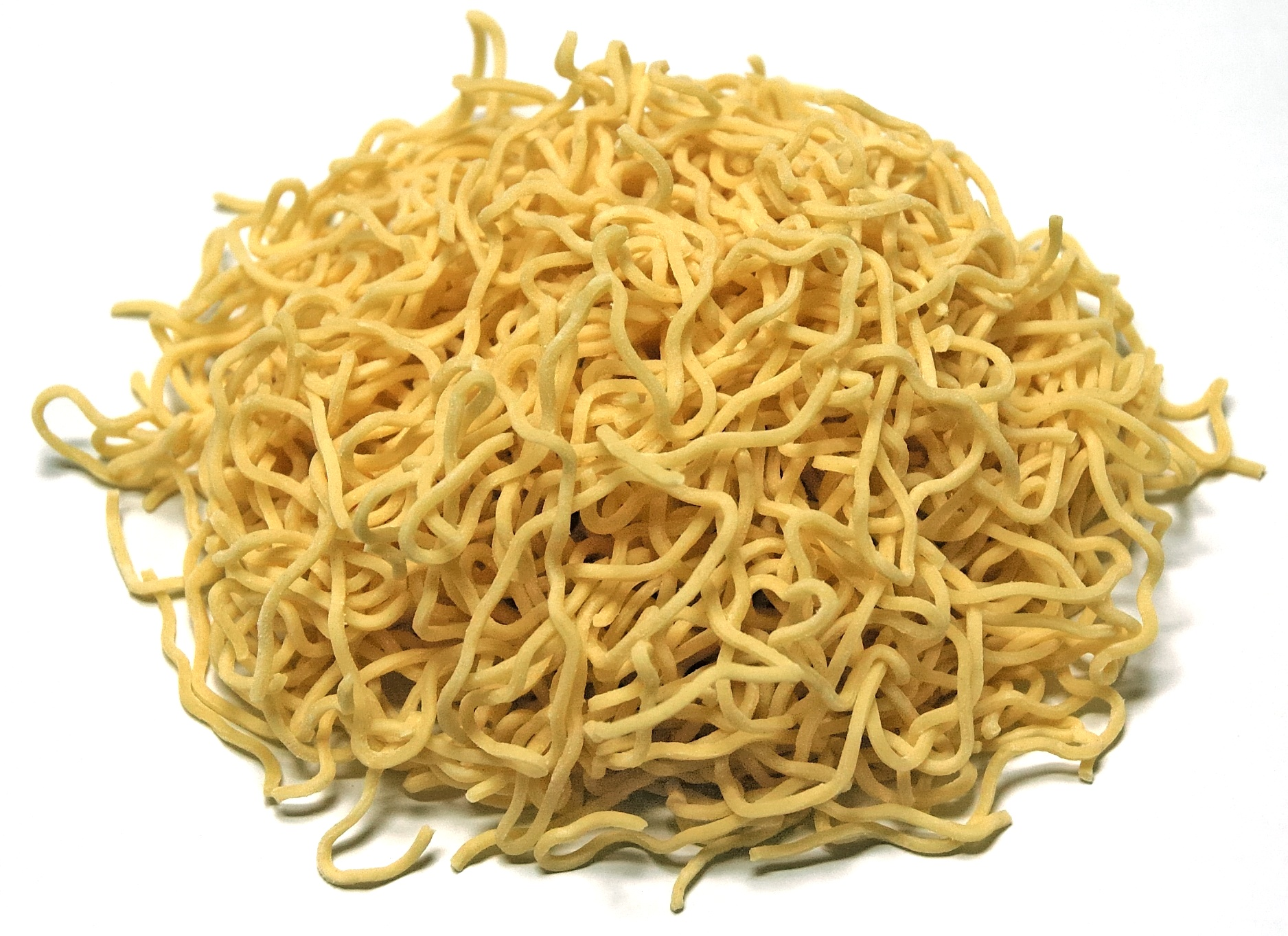
Verse ramen

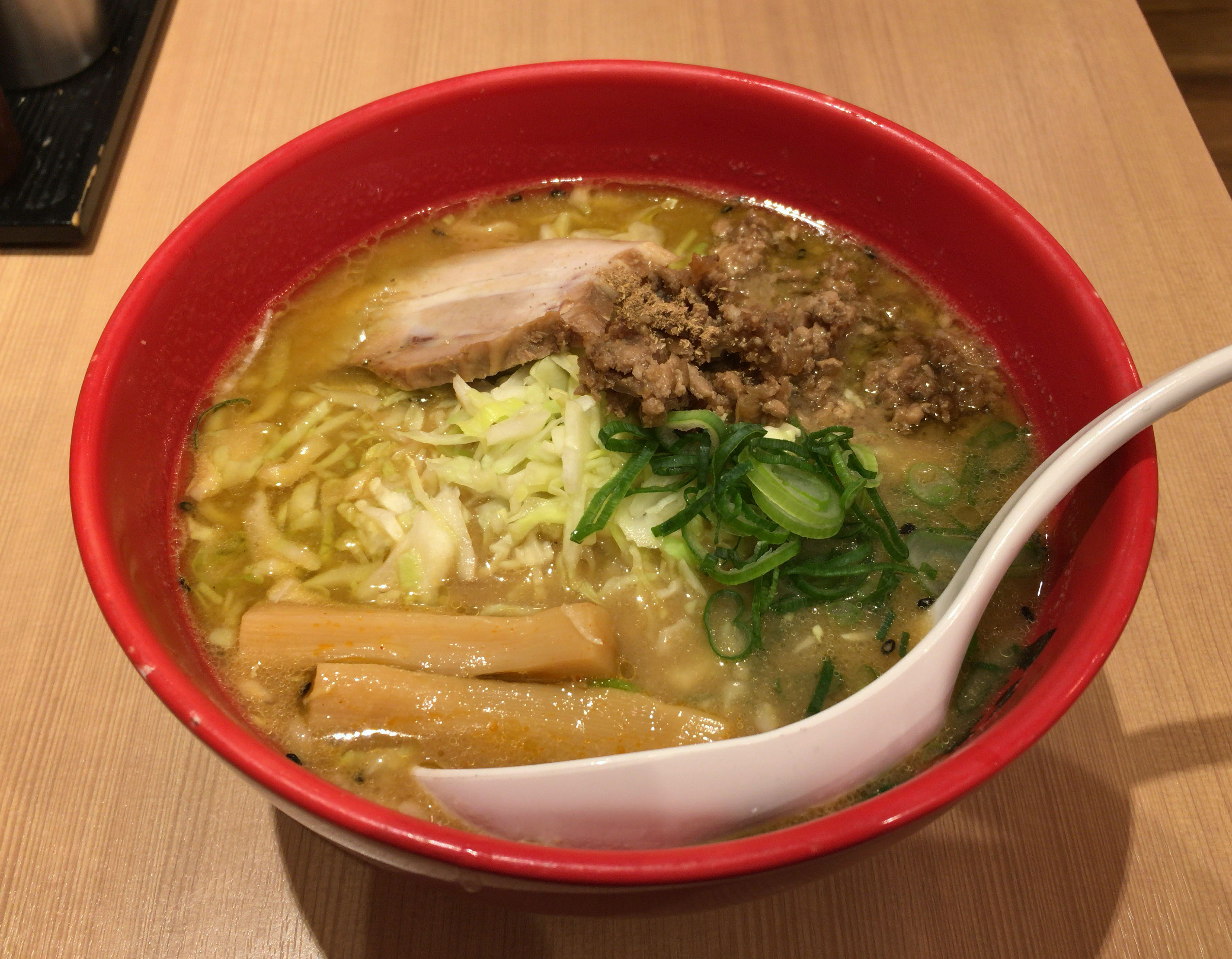
Miso-ramen

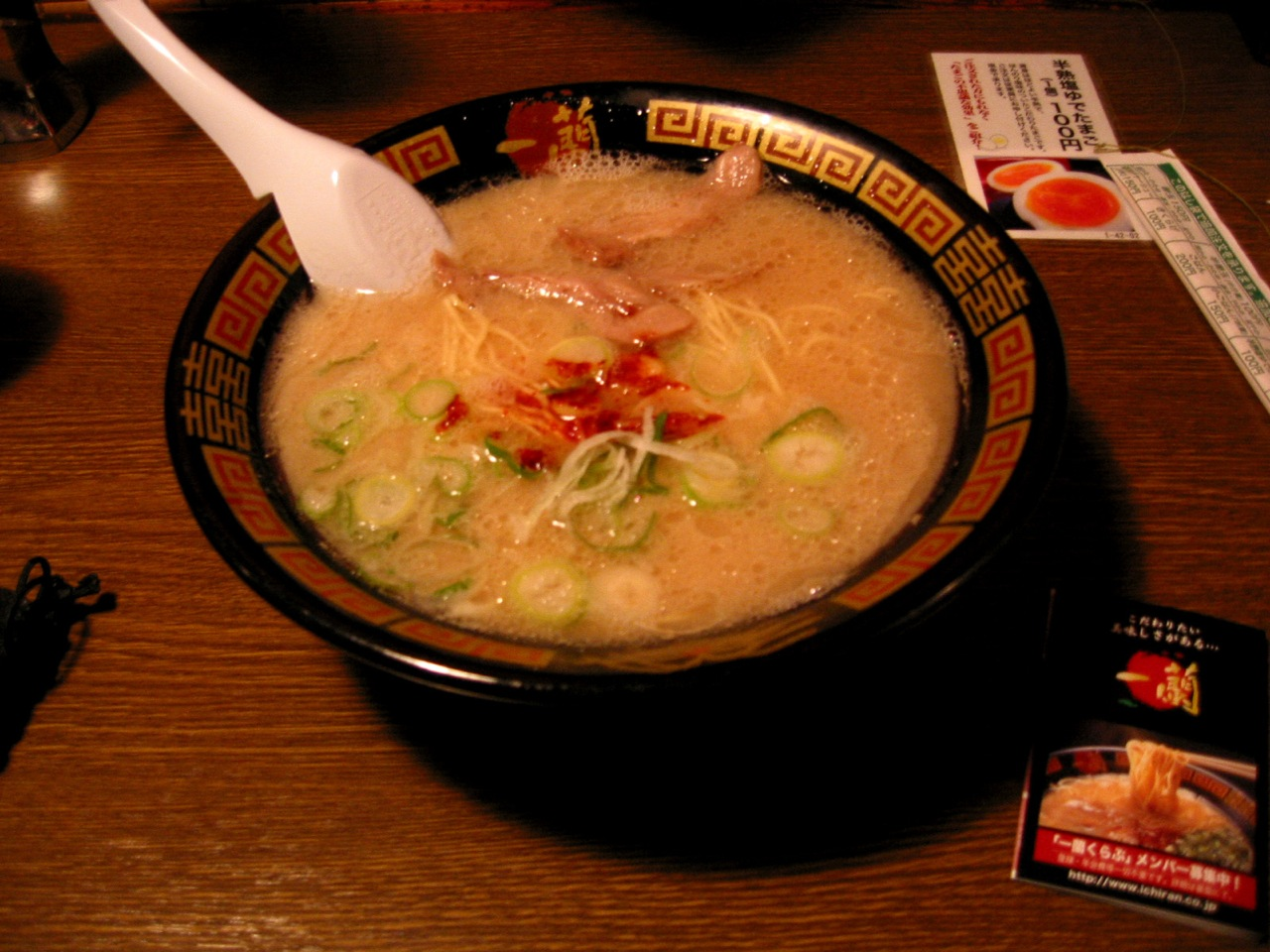
Tonkotsu-ramen

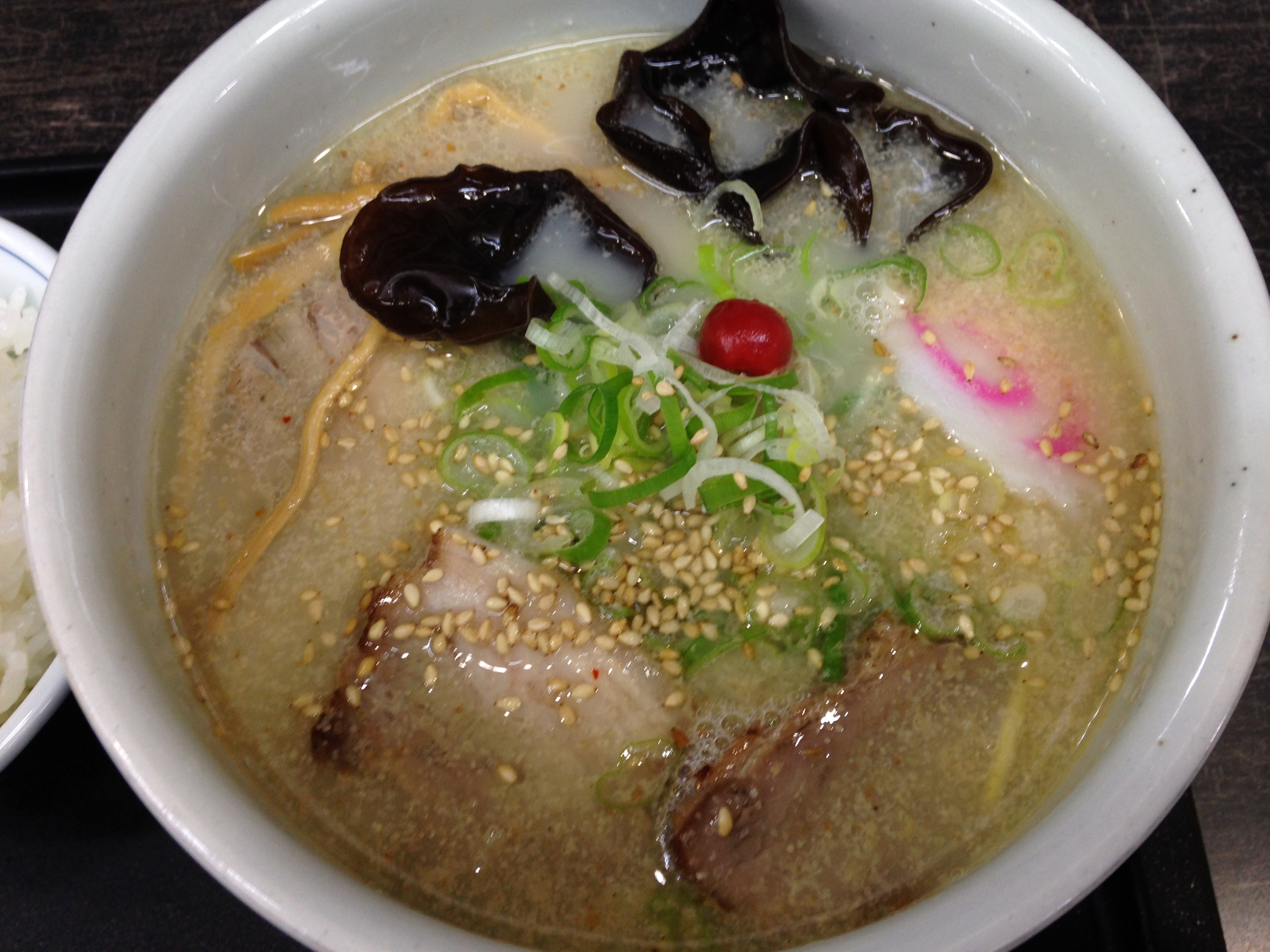
Shio-ramen

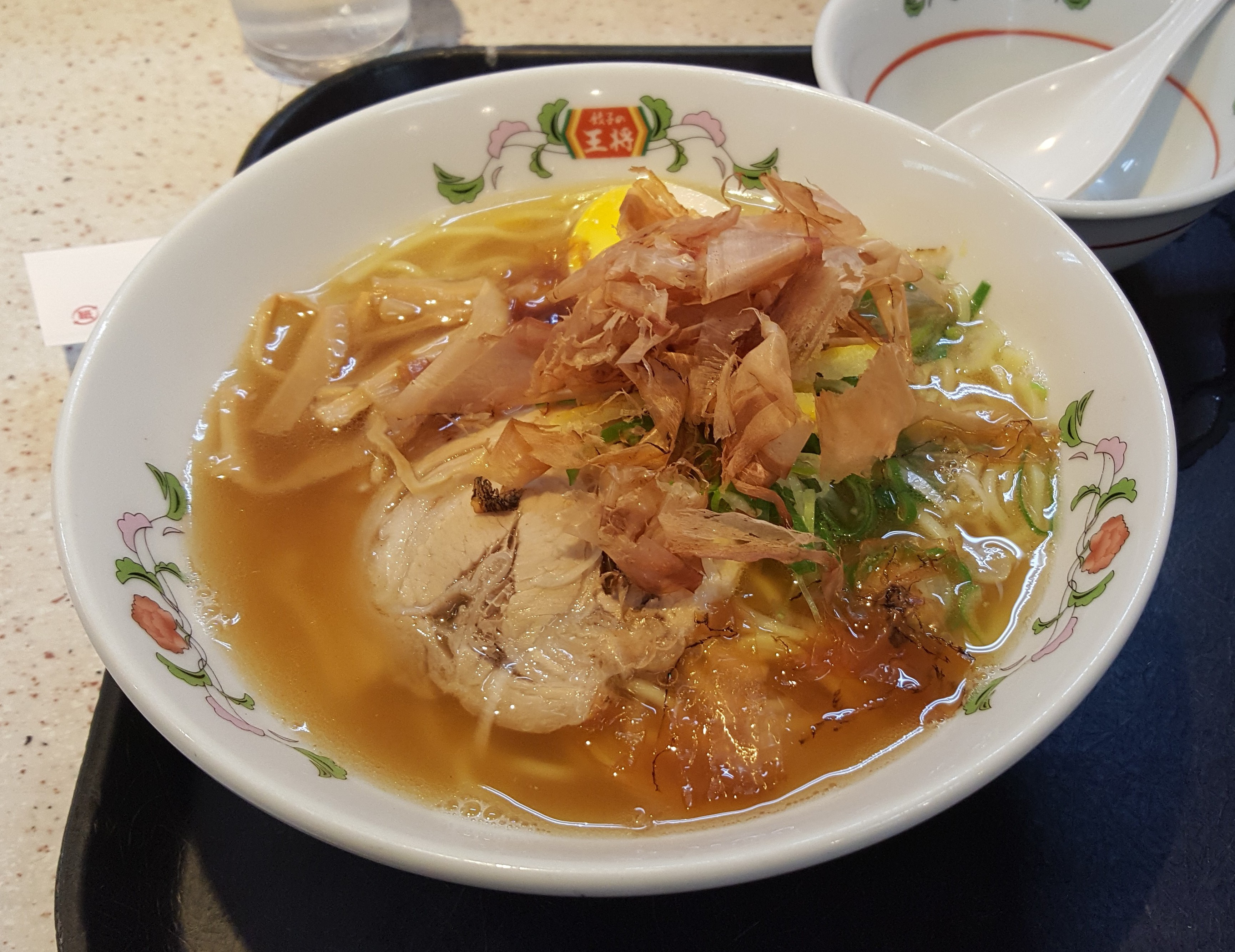
Shōyu-ramen

Japan kent een grote verscheidenheid aan soorten ramen, die tevens regionaal bepaald is. De meeste noedels worden gemaakt van vier basisbestanddelen, namelijk meel, zout, water en kansui (かん水, zout water).
Ramensoep wordt doorgaans vervaardigd uit bouillon op basis van kippen- of varkensvlees, gecombineerd met een scala aan ingrediënten zoals kombu, katsuobushi (bonito-vlokken), niboshi (gedroogde babysardines), runderbotten, varkensbotten, shiitake en ui. Sommige moderne ramenbouillons worden getrokken uit groenten.
Doorgaans worden er vier verschillende smaken van ramen onderscheiden:
- Shōyu-ramen (醤油, sojasaus) is de oudste soort. Het is een heldere bruine bouillon op basis van kip en groente, aangevuld met sojasaus
- Shio-ramen (塩, zout) is een lichte, geelachtige bouillon bereid met veel zout en een combinatie van kip, groente, vis en zeewier
- Miso-ramen (味噌) is een betrekkelijke nieuwkomer die in Japan landelijke bekendheid verwierf omstreeks 1965
- Curry-ramen (カレー) werd voor het eerst bereid in Hokkaido in 1965. Deze soep wordt gemaakt met varkensbotten en groenten, om vervolgens gekruid te worden met curry

Na de bereiding kan ramen verder op smaak gebracht worden met een aantal toppings, zoals:
- Chāshū (geroosterd varkensvlees)
- Bosui
- Gekruid (veelal gezouten) gekookt ei
- Kiemgroente
- Menma (gefermenteerde bamboescheuten)
- Kakuni (gestoofde varkensblokjes)
- Nori (gedroogd zeewier)
- Kamaboko (vispasta)
- Mais
- Boter
- Wakame
- Pekingeend

## Restaurants in Japan
Ramen is in Japan verkrijgbaar in diverse horecagelegenheden waaronder izakaya´s (café), lunchcafetaria´s, karaokebars en attractieparken. Restaurants die gespecialiseerd zijn in ramen worden ramen-ya genoemd. Hoewel deze ramen-ya voornamelijk ramen op het menu hebben, wordt hier ook gebakken rijst, gyōza (dumplings) en bier geserveerd.